# Торакальная хирургия
Торака́льная хирурги́я (от лат. thorax — грудная клетка) — это хирургия органов грудной клетки.
В разное время, в разные годы, торакальные хирурги занимались хирургией молочной железы, хирургией лёгких, сердца, пищевода, средостения. Именно из торакальной хирургии вышли такие современные[когда?] направления, как кардиохирургия, маммология, сосудистая хирургия. На сегодняшнем[когда?] технологическом уровне развития медицины опять наметилась тенденция к сближению всех этих дисциплин. Благодаря малоинвазивным технологиям, разработанным торакальными хирургами (видеоторакоскопия, медиастиноскопия), появились качественно новые возможности оперирования легких, сердца, средостения.

## Торакальная хирургия при травме груди
Отрасль хирургии. Занимается изучением и применением патологической физиологии, методов диагностики, методов хирургического лечения при травме груди. Большой вклад внёс в развитие данного раздела хирургии академик Е. А. Вагнер.

## Видеоассистированная торакальная хирургия (ВАТХ)
Включает торакоскопию и манипуляции, частично выполняемые стандартными хирургическими инструментами, введёнными через дополнительный разрез (5—8 см) без использования ранорасширителя.

### Преимущества
- возможность непосредственного осмотра, пальпации и манипуляций в оперируемой области;
- использование стандартных инструментов для рассечения и перевязки сосудов;
- возможность одномоментного удаления большого объёма тканей через разрез.

### Потенциальные недостатки
- более выраженная по сравнению с торакоскопией послеоперационная боль и худший косметический эффект[1].

## Гибридная операционная в торакальной хирургии
Процедуры по диагностике и лечению небольших лёгочных узлов также выполняются в последнее время[когда?] в гибридных операционных. Медицинская визуализация во время операции даёт возможность точно определить местоположение лёгочных узлов, особенно в небольших непрозрачных опухолях, метастазах, и в случаях лёгочной недостаточности. Это позволяет проводить точную навигацию при биопсии и разрезы при торакальной хирургии. Использование медицинской визуализации во время торакальных операций позволяет компенсировать потерю тактильных ощущений. Кроме того, использование гибридной операционной в таких случаях помогает сохранить здоровую лёгочную ткань, поскольку во время операции положение узлов точно известно. Это в свою очередь увеличивает качество жизни пациентов после операции.